# Glenmalure Park

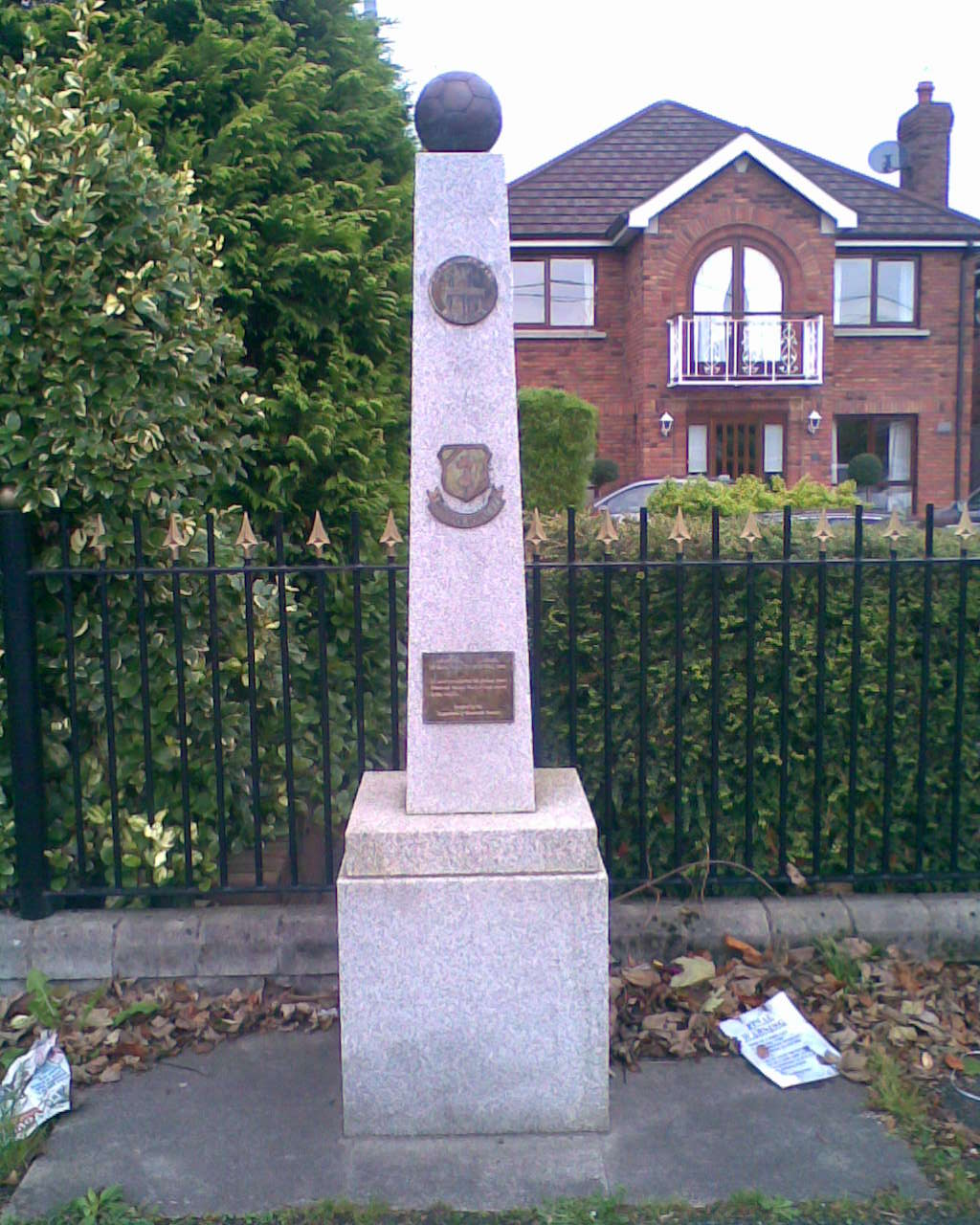
Het monument net buiten het project

Glenmalure Park was een voetbalterrein in de wijk Milltown in het Ierse Dublin. Het was het thuisveld van de voetbalclub Shamrock Rovers. Het veld stond in de volksmond beter bekend als Milltown.
Eind jaren 80 van de 20e eeuw werd het voetbalveld opgedoekt en de eigenaren verkochten het gebied aan projectontwikkelaars die er een housing estate bouwden. Deze woonfunctie heeft het voormalige voetbalveld nu nog en heet het Glenmalure Square

## Voetbal
Aan het begin van de jaren 1920 konden de eigenaren van de voetbalclub het terrein in pacht krijgen van de eigenaren: het Jezuïeten klooster. Voor die tijd speelde de club in Ringsend maar verhuisden naar het toen nog landelijke Milltown toen ze een langjarige lease konden afsluiten.
In 1972 kochten de eigenaren van de club het terrein van de Jezuieten, en in 1987 verkochten zij het gebied aan een projectontwikkelaar die er woningen op bouwden: Glenmalure Square.

## Schokkend
De verkoop en sloop van Glenmalure Park was een item in het RTE programma "Twenty Moments That Shook Irish Sport", uitgezonden in augustus 2007. Het item kreeg wat kritiek omdat het feitelijke onjuisheden zou bevatten en partijdig zou zijn. De laatste wedstrijd op Milltown werd behandeld in het RTE programma Monday Night Soccer op 15 april 2008.

## Monument
Net buiten de muren van Glenmalure Square staat een 2 meter hoog monument ter herinnering aan de gloriejaren van de club op Milltown. Dit monument met daarop een aantal plaquettes is een initiatief van de fans van de club. Het monument werd op 21 mei 1998 onthuld door Bertie Ahern, Ierlands tiende taoiseach.

### Gedenkplaten
Op de stenen zuil zijn een aantal symbolen en gedenkplaten aangebracht, te weten: (van boven naar beneden)
- bovenop een bronzen voetbal
- vervolgens een ronde plaat met daarop de tekst: Glenmalure Park, Milltown: 1922 - 1987
- het wapen van de voetbalvereniging Shamrock Rovers F.C.
- en ten slotte de onthullings-gedenkplaat met de tekst:

Unveiled by An Taoiseach Mr. Bertie Ahern T.D. on 21 May 1998
To commemerate the 65 glorious years Shamrock Rovers Football Club played at this location
Erected by the supporters of Shamrock Rovers

## Tegenwoordig

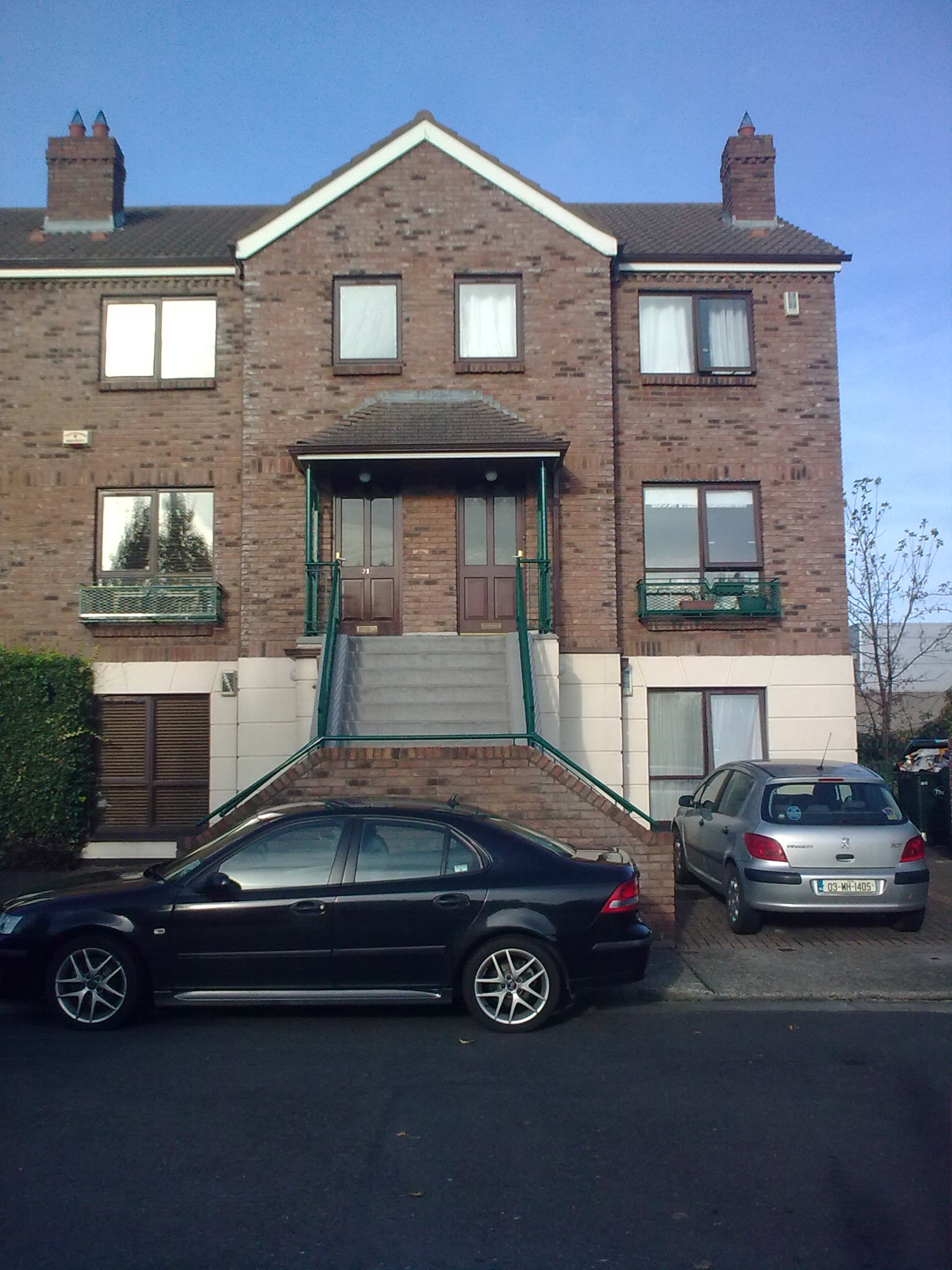
De standaard bouwstijl met 4 appartementen
twee gelijkvloerse appartementen op de begane grond en twee etage-woningen met twee woonlagen

Na het vertrek van Shamrock FC werd het voormalige voetbalveld ontwikkeld in een housing estatemet koopwoningen. Het bestaat uit een vierkant middenveld met planten en wandelpaden met daaromheen een straat. Aan de buitenrand staan appartementen met twee woningen op elkaar: een woning op de begane grond (die dus ook maar één etage heeft) en de bovenste bereikbaar via een buitentrap. De meeste van deze woningen hebben twee woonlagen. Op de foto zie je de standaard woning zoals veruit het merendeel van de woningen zijn uitgevoerd. De woningen zijn particulier bezit waarbij veel woningen vervolgens worden verhuurd.
Aan de kant van de hoofdweg, Milltown Road, is een aantal vrij grote huizen in dezelfde bouwstijl zonder etage-woningen gerealiseerd. Deze worden vooral bewoond door de resp. eigenaren.

## Links en referenties
1. ↑  Archief Irish Examiner van12 november 2005, bezocht 11 november 2009
2. ↑  Website RTE over programma Twenty Moments That Shook Irish Sport bekeken 29 september 2010
3. ↑  Youtube clip uit Twenty Moments That Shook Irish Sport. Gearchiveerd op 20 april 2016.
4. ↑  Overzicht van RTE met online beschikbare audio- en videofragmenten van Shamrock Rovers, check 29 september 2010
5. ↑  Lijst met relatief groot aantal te huur staande woningen volgens Google search op zoekdatum 29 september 2010